# زمین‌لرزه اوت ۲۰۱۶ مرکز ایتالیا
زمین‌لرزه ایتالیا ۲۰۱۶ به بزرگی ۶٫۲ ریشتر در بخش مرکزی ایتالیا در جنوب پروجا در ساعت ۰۳:۳۶ (۰۱:۳۶ گرینویچ) بیست و چهارم اوت در ۷۶ کیلومتری جنوب غربی شهر در عمق ۱۰ کیلومتری روی داد. تا این لحظه ۲۴۷ نفر کشته و تعداد بیشتری زخمی شده‌اند. بعضی ساختمان‌های رم نیز به مدت چند ثانیه تکان خورده بودند.

## واکنش‌ها
- کانادا جاستین ترودو نخست وزیر کانادا در پیام توییتری خود نوشت :به تمام کسانی که از این زمین‌لرزه تحت تأثیر قرار گرفته‌اند تسلیت صمیمانه‌ای می‌گویم.[۶]
- واتیکان پاپ فرانسیس ابراز تاسف کرد و در میدان سن پیترو[۷] به دعا برای قربانیان پرداخت.